# 温有严
温有严（？—？），山西太谷人，是一名清朝政治人物。贡生出身。
温有严曾于乾隆三十三年（1768年）接替傅尔泰任延平府知府一职，乾隆三十四年（1769年）由方体泰接任。